# La Chapelle-aux-Brocs
 La Chapelle-aux-Brocs  (en occitano La Chapela aus Bròcs) es una comuna y población de Francia, en la región de Lemosín, departamento de Corrèze, en el distrito de Brive-la-Gaillarde y cantón de Malemort-sur-Corrèze.
Su población en el censo de 2008 era de 380 habitantes.
Está integrada en la Communauté d'agglomération de Brive.

## Demografía
| 175 | 185 | 200 | 212 | 345 | 342 | 380 |
| Para los censos de 1962 a 1999 la población legal corresponde a la población sin duplicidades (Fuente: INSEE [Consultar]) |     |     |     |     |     |     |